# Бозе, Фриц фон
Фриц фон Бозе (нем. Fritz von Bose; 16 октября 1865 года, Кёнигштайн, Королевство Саксония — 10 мая 1945 года, Лейпциг) — немецкий пианист, музыкальный педагог и композитор.

## Биография
С 1883 года Фриц фон Бозе учился в Лейпцигской консерватории, где считался любимым учеником Карла Райнеке.
В 1887—1888 гг. работал в Гамбурге, а затем вернулся в Лейпциг; в 1890 году дебютировал на сцене лейпцигского Гевандхауза. Концертировал в Германии и других странах с певицей Алисой Барби (турне 1890—1893).
В 1893—1898 гг. Фриц фон Бозе преподавал в консерватории Штутгарта, в 1898—1932 гг. — в Лейпцигской консерватории.
Выступал в составе фортепианного трио с Пальмой фон Пастори и Робертом Эмилем Хансеном, в разное время играл с Кларой Шуман, Йозефом Иоахимом, Юлиусом Кленгелем.
В 1906 году на юбилейном концерте к 150-летию Вольфганга Амадея Моцарта Фриц фон Бозе исполнил концерт для двух клавиров KV 365 вместе со своим учителем Райнеке (оркестром Гевандхауса дирижировал Артур Никиш).
Фриц фон Бозе был похоронен на Южном кладбище Лейпцига.

### Семья
Жена (с 1897) — Юлия Гольдшмидт (1869—1959), пианистка, композитор.

## Творчество
Ему принадлежит около 40 фортепианных сочинений, а также редакции произведений Райнеке. Первый альбом с музыкой фон Бозе записала в 2011 году Александра Элер.